# Gabriel Sévèros
Gabriel Sévèros (grec moderne : Γαβριήλ Σεβήρος) 1541-21 octobre 1616, connu aussi sous la forme latinisée « Severus », métropolite de Philadelphie et théologien orthodoxe.

## Éléments biographiques
Né en Grèce, à Monemvasia, vers 1541, il étudia à l'université de Padoue. Il vécut en Crète, puis à Venise où – étant moine – il fut, en 1573, ordonné prêtre pour la paroisse orthodoxe St Georges nouvellement créée.
En 1577, le patriarche de Constantinople, Jérémie II Tranos le fait métropolite du siège titulaire de Philadelphie, titre traditionnel des exarques pour les Grecs orthodoxes de Vénétie et de Dalmatie.
Quoique formé à l'université latine de Padoue et vivant à Venise, le métropolite Sévèros qui avait intégré la pensée théologique occidentale jusqu'à en employer le vocabulaire resta toujours étranger aux tendances unionistes, et s'opposa à son ex-condisciple, Maxime Margounios (en) qui prônait l'adoption du Filioque par les orthodoxes.
Toutefois, cette fermeté ne faisait pas de lui un « anti-latin » forcené et il soutint l'idée de la réforme grégorienne du calendrier et l'adoption d'une date commune entre catholiques et orthodoxes pour la fête de Pâques.
De même, il entretint une importante correspondance avec de nombreux érudits, en particulier avec le luthérien Martin Crusius.
Il meurt le 21 octobre 1616 au cours d'une visite pastorale en Dalmatie. Son corps fut ramené à Venise.
Par ailleurs, on a de lui un portrait par Thomas Vathas.

## Écrits
Outre son abondante correspondance, Gabriel Sévèros publia plusieurs ouvrages, dont : 
- Un traité sur les Sacrements (Συνταγμάτιον περί των αγίων και ιερών Μυστηρίων), 1600 dont Richard Simon a traduit des extraits en latin pour sa polémique contre le pasteur Claude.
- Un traité sur la Liturgie, contre ceux qui disent que les orthodoxes sont hérétiques, portant sur la préparation des « saints dons » avant la consécration, ainsi que sur l'usage des colyves[2] (1604), (Κατά των λεγόντων τους ορθοδόξους της ανατολικής Εκκλησίας υιούς κακώς τε και παρανόμως ποιείν τω τιμάν και προσκυνείν τα άγια δώρα, ηνίκα ο Χερουβικός άδεται ύμνος, και ο ιερεύς φέρων ταύτα, εισοδεύει εις το άγιον βήμα. Έτι περί των κολύβων και σπερμάτων, των προσφερομένων εν ταις εορταίς των αγίων, και υπέρ των κεκοιμημένων ορθοδόξων).
- Il composa aussi un ouvrage polémique en trois parties contre ceux (en particulier Bellarmin et Possevin) qui accusent les orthodoxes d'être schismatiques. La première partie [3] fut publiée de manière posthume dans un « recueil » comprenant des textes de Mélèce Pigas, Georges Koressios (el) et Gabriel Sévèros publié à Constantinople en 1627 par Nicodème Metaxas (el) (Περί της Αρχής του Πάπα ως εν είδει επιστολών…).
- Un office liturgique à St Nicéphore de Constantinople (Ακολουθία του εν Αγίοις Πατρός ημών Νικηφόρου Πατριάρχου Κωνσταντινουπόλεως)

## Documents en liens externes

### Œuvres de Sévèros
- (el) Correspondance de Gabriel Sévéros en grec
- (el) Le traité sur les Sacrements, 1600 (Document numérisé à rebours)
- (la) La foi des Églises d'Orient d'après les opuscules du Métropolite Gabriel : Extraits du Traité sur les Sacrements traduits en latin par Richard Simon contre le pasteur Claude de Charenton
- (el) Le traité sur la Liturgie 1776. On trouve aussi l'édition de 1604 (numérisée à rebours) ici
- (el) Ouvrage de 1627 comprenant (p. 87 et suivantes) "l'Exposé contre ceux qui déclarent que les orthodoxes sont schismatiques" (Εκθεσις κατά των αμαθώς λεγόντων...)
- (el) Office à St Nicéphore en grec

### Autres documents
- Un théologien grec du XVIe siècle : Gabriel Sévère et les divergences entre les deux Églises par Martin Jugie, in Échos d'Orient Tome XVI, 1913.
- « Byzance après Byzance », conférence de Mme Vassa Conticello. sur le site de Persée
- Le mot transsubstantiation chez les Grecs avant 1629 par Martin Jugie in Échos d'Orient, Tome X, 1907.
- Présentation par Richard Simon (Lettre III) sur l'ouvrage de Gabriel Sévèros « contre ceux qui accusent les orthodoxes d'être schismatiques ».